# Зигфрид Стор
Зигфрид Стор (на италиански: Siegfried Stohr; на немски: Зигфрид Щор) е бивш пилот от Формула 1. Роден на 10 октомври 1952 г. в Римини, Италия.

## Формула 1
Зигфрид Стор прави своя дебют във Формула 1 в Голямата награда на САЩ-запад през 1981 г. В световния шампионат записва 13 състезания като не успява да спечели точки, състезава се за отбора на Ероуз.